# LeRoy Abrams
LeRoy Abrams (Sheffield (Iowa), 1 oktober 1874 – Palo Alto, 15 augustus 1956) was een Amerikaanse botanicus.
Aan het begin van zijn carrière was hij gespecialiseerd in de taxonomie en floristiek van planten uit zuidelijk Californië. Hij behaalde zijn Bachelor of Arts in 1899 aan de Stanford University. In 1902 behaalde hij zijn Master of Arts aan dezelfde universiteit. In 1899 en 1900 was hij 'acting professor' in de botanie aan de University of Idaho. In 1904 en 1905 was hij onderzoeksmedewerker aan de New York Botanical Garden en de Columbia University, waar hij in 1910 zijn Ph.D. behaalde.
In 1900 werd Abrams door de Stanford University benoemd tot systematische botanicus van het Dudley Herbarium. In 1902 werd hij vervolgens benoemd tot instructeur. In 1905 en 1906 was hij als assistent-conservator van planten verbonden aan het Smithsonian Institution. Tussen 1906 en 1911 was hij assistant professor in de botanie aan de Stanford University. Vervolgens was hij tot 1920 associate professor aan Stansford. Vanaf 1920 was hij full professor (hoogleraar). Naast zijn aanstelling aan Stansford, was hij in 1915 docent botanie aan de University of California en was hij in 1918 veldassistent van de United States Department of Agriculture. In 1940 ging hij met emeritaat.
Abrams was fellow van de American Association for the Advancement of Science, de American Academy of Arts and Sciences, de New York Botanical Society en de California Academy of Sciences. Daarnaast was hij lid van de Botanical Society of America.
Als auteur was Abrams met name bekend van An Illustrated Flora of the Pacific States, een flora van aan de Grote Oceaan grenzende Verenigde Staten waarvan hij de eerste drie delen voor zijn rekening nam. Hij was niet in staat om het vierde deel af te maken. Dit deel werd onder leiding van Roxanna Ferris afgerond. Abrams was (mede)auteur van meer dan honderd botanische namen. Diverse botanische namen zijn naar hem vernoemd, waaronder Callitropsis abramsiana, Chamaesyce abramsiana, Lupinus abramsii, Dudleya abramsii, Heuchera abramsii en Pogogyne abramsii.

## Selectie van publicaties
- Additions to the Flora of Los Angeles County I; 1902
- Additions to the Flora of Los Angeles County II; 1903
- Flora of Los Angeles and Vicinity; 1904, 1911, 1917
- Phytogeography of Trees and Shrubs of Southern California; 1908
- The Gymnosperms Growing On the Grounds of Leland Stanford Jr. University; 1913
- Cypress Trees in Southern California; 1914
- The Floral Features of Californi; 1915
- Illustrated Flora of the Pacific States, Washington, Oregon and California; vanaf deel 1 in 1923